# Fußballclub Ingolstadt 04 2006-2007
Questa voce raccoglie le informazioni riguardanti il Fußballclub Ingolstadt 04 nelle competizioni ufficiali della stagione 2006-2007.

## Stagione
Nella stagione 2006-2007 l'Ingolstadt, allenato da Jürgen Press, concluse il campionato di Regionalliga sud al 5º posto.

## Rosa
| N. |                     | Ruolo | Calciatore           |
| -- | ------------------- | ----- | -------------------- |
| 1  | Germania (bandiera) | P     | Michael Lutz         |
| 2  | Germania (bandiera) | D     | Oliver Schmidt       |
| 3  | Germania (bandiera) | D     | Domenico Sbordone    |
| 4  | Germania (bandiera) | D     | Markus Rosenwirth    |
| 5  | Germania (bandiera) | C     | Michael Schmidberger |
| 6  | Germania (bandiera) | C     | Manfred Kroll        |
| 7  | Germania (bandiera) | A     | Mark Römer           |
| 8  | Germania (bandiera) | A     | Tobias Schlauderer   |
| 10 | Germania (bandiera) | C     | Thorsten Horz        |
| 10 | Ungheria (bandiera) | A     | Andras Tölcseres     |
| 11 | Germania (bandiera) | A     | Herbert Obele        |
| 12 | Germania (bandiera) | P     | Marco Sejna          |
| 12 | Zimbabwe (bandiera) | D     | George Mbwando       |
| 13 | Germania (bandiera) | D     | Michael Wenczel      |
| 14 | Germania (bandiera) | C     | Daniel Miethaner     |

| N. |                     | Ruolo | Calciatore             |
| -- | ------------------- | ----- | ---------------------- |
| 15 | Germania (bandiera) | D     | Tobias Fink            |
| 16 | Albania (bandiera)  | C     | Armando Zani           |
| 17 | Germania (bandiera) | A     | Thorsten Holm          |
| 18 | Germania (bandiera) | D     | Stefan Waldhier        |
| 19 | Germania (bandiera) | C     | Thomas Weigartner      |
| 20 | Germania (bandiera) | D     | Ralf Keidel            |
| 22 | Germania (bandiera) | C     | Martin Klarer          |
| 23 | Germania (bandiera) | A     | Steffen Wohlfarth      |
| 24 | Germania (bandiera) | C     | Manuel Hiemer          |
| 25 | Germania (bandiera) | P     | Tobias Eckl            |
| 25 | Germania (bandiera) | C     | Daniel Jungwirth       |
| 26 | Germania (bandiera) | C     | Johannes Hintersberger |
| 27 | Germania (bandiera) | C     | Tobias Strobl          |
| 27 | Germania (bandiera) | A     | William Anane          |
| 27 | Germania (bandiera) | A     | Andreas Buchner        |

## Organigramma societario
Area tecnica
- Allenatore: Jürgen Press
- Allenatore in seconda: Willibald Stegmayr
- Preparatore dei portieri: Brano Arsenović
- Preparatori atletici:
- Analisi video:

## Calciomercato

### Sessione estiva
| Acquisti | Acquisti          | Acquisti           | Acquisti |
| R.       | Nome              | da                 | Modalità |
| -------- | ----------------- | ------------------ | -------- |
| D        | Tobias Fink       | Jahn Ratisbona     |          |
| C        | Manuel Hiemer     | TSV Aindling       |          |
| D        | Ralf Keidel       | LR Ahlen           |          |
| C        | Martin Klarer     | Norimberga         |          |
| D        | George Mbwando    | Jahn Ratisbona     |          |
| C        | Daniel Miethaner  | 1. FC Bad Kötzting |          |
| A        | Herbert Obele     | Jahn Ratisbona     |          |
| A        | Mark Römer        | Augusta            |          |
| D        | Oliver Schmidt    | Augusta            |          |
| D        | Stefan Waldhier   | Jahn Ratisbona II  |          |
| A        | Steffen Wohlfarth | Friburgo           |          |

| Cessioni | Cessioni        | Cessioni            | Cessioni |
| R.       | Nome            | a                   | Modalità |
| -------- | --------------- | ------------------- | -------- |
| D        | Sandi Gusic     | Ingolstadt 04 II    |          |
| C        | Emin Ismaili    | Eintracht Treviri   |          |
| D        | Markus Jörg     | Heimstetten         |          |
| A        | Maximilian Mies | Bayer Leverkusen II |          |

### Sessione invernale
| Acquisti | Acquisti      | Acquisti | Acquisti |
| R.       | Nome          | da       | Modalità |
| -------- | ------------- | -------- | -------- |
| A        | William Anane | Senec    |          |

| Cessioni | Cessioni | Cessioni | Cessioni |
| R.       | Nome     | a        | Modalità |
| -------- | -------- | -------- | -------- |

## Risultati

### Regionalliga

#### Girone di andata
| Arbitro: | Stark |

|  |           |                                       |
|  | Marcatori | 31’ Jäger 67’ Karaoglan 73’ Nehrbauer |

| Arbitro: | Welz |

|  |           |                   |
|  | Marcatori | 12’ Hintersberger |

| Arbitro: | Bauer |

|                 |           |                     |
| Schlauderer 70’ | Marcatori | 24’ Beskid 65’ Rill |

| Arbitro: | Viktora |

|  |           |             |
|  | Marcatori | 77’ Wenczel |

| Arbitro: | Christ |

|                                 |           |                                     |
| Härter 59’ (aut.) Tölcseres 71’ | Marcatori | 8’, 32’ Gambo 18’ Okpala 65’ Yildiz |

| Arbitro: | Schlutius |

|                        |           |                                          |
| Cenci 18’ Hollmann 51’ | Marcatori | 23’ Wenczel 64’ Rosenwirth 90’ Wohlfarth |

| Arbitro: | Blos |

|                                  |           |  |
| Tölcseres 48’, 76’ Wohlfarth 83’ | Marcatori |  |

| Arbitro: | Schmidt |

|  |           |                                                 |
|  | Marcatori | 4’, 16’ Wohlfarth 30’ Rosenwirth 49’, 89’ Römer |

| Arbitro: | Kempter |

|  |           |               |
|  | Marcatori | 57’ Salihović |

| Elversberg 30 settembre 2006, ore 14:30 CEST 10ª giornata | Elversberg | 0 – 0 referto | Ingolstadt 04 | Waldstadion an der Keiserlinde (500 spett.)\| Arbitro: \| Bandurski \| |
| Arbitro:                                                  | Bandurski  |               |               |                                                                        |

| Arbitro: | Drees |

|              |           |            |
| Sbordone 81’ | Marcatori | 57’ Sailer |

| Arbitro: | Wingenbach |

|          |           |  |
| Barg 84’ | Marcatori |  |

| Arbitro: | Karle |

|                                            |           |  |
| Kroll 38’ Wohlfarth 72’ Tölcseres 73’, 88’ | Marcatori |  |

| Arbitro: | Dingert |

|  |           |               |
|  | Marcatori | 67’ Wohlfarth |

| Arbitro: | Fritz |

|                                    |           |                  |
| Maierhofer 27’ (rig.) Sikorski 36’ | Marcatori | 68’ Schmidberger |

| Arbitro: | Sahler |

|                               |           |                      |
| Tölcseres 47’ Schlauderer 88’ | Marcatori | 3’ Beigang 45’ Leitl |

| Arbitro: | Steinberg |

|                     |           |                          |
| Rapp 9’ Rogosic 24’ | Marcatori | 5’ Wenczel 31’ Wohlfarth |

#### Girone di ritorno
| Arbitro: | Steinhaus-Webb |

|                                              |           |  |
| Jäger 10’, 18’, 42’ Samb 31’ Sağlık 48’, 90’ | Marcatori |  |

| Arbitro: | Kampka |

|  |           |                      |
|  | Marcatori | 17’ Krebs 47’ Heller |

| Arbitro: | Wagner |

|  |           |               |
|  | Marcatori | 36’ Wohlfarth |

| Arbitro: | Dittrich |

|                                           |           |             |
| Schlauderer 44’ Tölcseres 56’ Buchner 85’ | Marcatori | 13’ Bzducha |

| Arbitro: | Christ |

|          |           |               |
| Benda 6’ | Marcatori | 83’ Tölcseres |

| Arbitro: | Schlutius |

|  |           |                   |
|  | Marcatori | 86’, 87’ Willmann |

| Arbitro: | Palilla |

|           |           |                |
| Duhnke 8’ | Marcatori | 83’ Rosenwirth |

| Arbitro: | Walz |

|                             |           |  |
| Schlauderer 19’ Buchner 90’ | Marcatori |  |

| Sinsheim 5 aprile 2007, ore 19:00 CEST 26ª giornata | Hoffenheim | 0 – 0 referto | Ingolstadt 04 | Stadio Dietmar Hopp (3 290 spett.)\| Arbitro: \| Karle \| |
| Arbitro:                                            | Karle      |               |               |                                                           |

| Ingolstadt 14 aprile 2007, ore 14:30 CEST 27ª giornata | Ingolstadt 04 | 0 – 0 referto | Elversberg | BSA Mitte (970 spett.)\| Arbitro: \| Wingenbach \| |
| Arbitro:                                               | Wingenbach    |               |            |                                                    |

| Arbitro: | Bauer |

|  |           |             |
|  | Marcatori | 17’ Wenczel |

| Arbitro: | Palilla |

|             |           |             |
| Buchner 62’ | Marcatori | 29’ Strobel |

| Arbitro: | Stieler |

|  |           |                          |
|  | Marcatori | 49’ Keidel 66’ Tölcseres |

| Arbitro: | Achmüller |

|                                    |           |                       |
| Buchner 30’ Feisthammel 48’ (aut.) | Marcatori | 49’ Hofmann 89’ Mayer |

| Arbitro: | Leicher |

|               |           |  |
| Jungwirth 28’ | Marcatori |  |

| Arbitro: | Wingenbach |

|                        |           |                     |
| Beigang 16’ Méndez 35’ | Marcatori | 32’ Keidel 90’ Fink |

| Arbitro: | Hartmann |

|           |           |           |
| Obele 32’ | Marcatori | 47’ Grech |

## Statistiche

### Statistiche di squadra
| Competizione     | Punti | In casa | In casa | In casa | In casa | In casa | In casa | In trasferta | In trasferta | In trasferta | In trasferta | In trasferta | In trasferta | Totale | Totale | Totale | Totale | Totale | Totale | DR |
| Competizione     | Punti | G       | V       | N       | P       | Gf      | Gs      | G            | V            | N            | P            | Gf           | Gs           | G      | V      | N      | P      | Gf     | Gs     | DR |
| ---------------- | ----- | ------- | ------- | ------- | ------- | ------- | ------- | ------------ | ------------ | ------------ | ------------ | ------------ | ------------ | ------ | ------ | ------ | ------ | ------ | ------ | -- |
| Regionalliga sud | 51    | 17      | 5       | 6       | 6       | 23      | 22      | 17           | 8            | 6            | 3            | 22           | 17           | 34     | 13     | 12     | 9      | 45     | 39     | +6 |
| Totale           | 51    | 17      | 5       | 6       | 6       | 23      | 22      | 17           | 8            | 6            | 3            | 22           | 17           | 34     | 13     | 12     | 9      | 45     | 39     | +6 |

### Andamento in campionato
| Giornata  | 1  | 2  | 3  | 4 | 5  | 6 | 7 | 8 | 9 | 10 | 11 | 12 | 13 | 14 | 15 | 16 | 17 | 18 | 19 | 20 | 21 | 22 | 23 | 24 | 25 | 26 | 27 | 28 | 29 | 30 | 31 | 32 | 33 | 34 |
| --------- | -- | -- | -- | - | -- | - | - | - | - | -- | -- | -- | -- | -- | -- | -- | -- | -- | -- | -- | -- | -- | -- | -- | -- | -- | -- | -- | -- | -- | -- | -- | -- | -- |
| Luogo     | C  | T  | C  | T | C  | T | C | T | C | T  | C  | T  | C  | T  | T  | C  | T  | T  | C  | T  | C  | T  | C  | T  | C  | T  | C  | T  | C  | T  | C  | C  | T  | C  |
| Risultato | P  | V  | P  | V | P  | V | V | V | P | N  | N  | P  | V  | V  | P  | N  | N  | P  | P  | V  | V  | N  | P  | N  | V  | N  | N  | V  | N  | V  | N  | V  | N  | N  |
| Posizione | 17 | 11 | 12 | 9 | 11 | 6 | 6 | 4 | 4 | 5  | 5  | 7  | 7  | 4  | 5  | 5  | 8  | 9  | 10 | 8  | 7  | 8  | 9  | 8  | 7  | 8  | 7  | 5  | 7  | 4  | 4  | 4  | 3  | 5  |

Legenda:

Luogo: C = Casa; T = Trasferta. Risultato: V = Vittoria; N = Pareggio; P = Sconfitta.

### Statistiche dei giocatori
| W. Anane         | 6  | 0 | 2  | 0 |
| A. Buchner       | 21 | 4 | 1  | 0 |
| T. Eckl          | 0  | 0 | 0  | 0 |
| T. Fink          | 25 | 1 | 4  | 0 |
| M. Hiemer        | 1  | 0 | 1  | 0 |
| J. Hintersberger | 7  | 1 | 1  | 0 |
| T. Holm          | 2  | 0 | 0  | 0 |
| T. Horz          | 9  | 0 | 0  | 0 |
| D. Jungwirth     | 4  | 1 | 0  | 0 |
| S. Jungwirth     | 9  | 0 | 2  | 0 |
| R. Keidel        | 29 | 2 | 12 | 0 |
| M. Klarer        | 15 | 0 | 3  | 0 |
| M. Kroll         | 25 | 1 | 5  | 0 |
| M. Lutz          | 32 | 0 | 0  | 0 |
| G. Mbwando       | 8  | 0 | 0  | 0 |
| D. Miethaner     | 6  | 0 | 0  | 0 |
| H. Obele         | 21 | 1 | 7  | 0 |
| M. Rosenwirth    | 27 | 3 | 2  | 0 |
| M. Römer         | 18 | 2 | 1  | 0 |
| D. Sbordone      | 28 | 1 | 5  | 0 |
| T. Schlauderer   | 28 | 4 | 2  | 0 |
| M. Schmidberger  | 27 | 1 | 6  | 0 |
| O. Schmidt       | 31 | 0 | 2  | 0 |
| M. Sejna         | 2  | 0 | 0  | 0 |
| T. Strobl        | 1  | 0 | 0  | 0 |
| A. Tölcseres     | 27 | 9 | 4  | 0 |
| S. Waldhier      | 0  | 0 | 0  | 0 |
| T. Weigartner    | 3  | 0 | 1  | 0 |
| M. Wenczel       | 32 | 4 | 8  | 0 |
| S. Wohlfarth     | 32 | 8 | 2  | 0 |
| A. Zani          | 0  | 0 | 0  | 0 |